# Sinaloa
Sinaloa er en delstat i det nordvestlige Mexico. Den deler mod nord grænse med den mexicanske stat Sonora, mod nordøst Chihuahua, mod øst Durango og mod syd Nayarit. Vest for Sinaloa ligger Stillehavet og og den Californiske Golf, også kendt som Cortezhavet.
Landbrugsmæssigt er Sinaloa den vigtigste delstat i Mexico, og den har desuden en af de største fiskeriflåder. Kulturelt er den kendt for musikstilen banda. Der dyrkes også opiumsvalmuer i Sinaloa-provinsen.
Statens hovedstad hedder Culiacán. Andre større byer er turiststedet Mazatlán og Los Mochis.
ISO 3166-2-koden er MX-SIN.
- Wikimedia Commons har flere filer relateret til Sinaloa

25°00′10″N 107°30′10″V / 25.0028°N 107.5028°V